# ФК Минесота јунајтед
Минесота јунајтед (енгл. Minnesota United FC) је амерички фудбалски клуб из Сент Пола, Минесота. Наступа у Западној конференцији МЛС лиге. 